# Siemieniakowszczyzna
Siemieniakowszczyzna – przysiółek wsi Pasieki w Polsce, położony w województwie podlaskim, w powiecie hajnowskim, w gminie Narewka.
W latach 1975–1998 przysiółek administracyjnie należał do województwa białostockiego.
22 września 1941 hitlerowcy wysiedlili mieszkańców do m. Bajory, zrabowali inwentarz żywy i martwy, a wieś zrównali z ziemią. 
Prawosławni mieszkańcy wsi należą do parafii św. Jerzego w Siemianówce, a wierni kościoła rzymskokatolickiego do parafii św. Jana Chrzciciela w Narewce.